# Furubotnnabben
Furubotnnabben är en kulle i Antarktis. Den ligger i Östantarktis. Norge gör anspråk på området. Toppen på Furubotnnabben är 1 324 meter över havet.
Terrängen runt Furubotnnabben är huvudsakligen platt, men österut är den kuperad. Trakten är glest befolkad. Närmaste befolkade plats är Svea, 8,5 kilometer sydost om Furubotnnabben. 